# 303 (film)
Pour plus de détails, voir Fiche technique et Distribution.
303 est un film allemand réalisé par Hans Weingartner et sorti en 2019.

## Synopsis
Jule, étudiante en biologie, et Jan, étudiant en sciences politiques, tous deux 24 ans, se côtoient lors d'un voyage de Berlin vers la péninsule Ibérique, à bord d'une camionnette 303. Lentement, ils vont tomber amoureux l'un de l'autre.

## Fiche technique
Sauf indication contraire, les informations mentionnées dans cette section peuvent être confirmées par la base de données cinématographiques IMDb,  présente dans la section « Liens externes ».
- Réalisateur : Hans Weingartner
- Assistant au réalisateur : Silvaine Faligant, Vanessa Schreiber
- Scénario : Hans Weingartner, Silke Eggert, Sergej Moya
- Photographie : Mario Krause, Sebastian Lempe
- Montage : Benjamin Kaubisch, Karen Kramatschek, Sebastian Lempe, Hans Weingartner
- Musique : Michael Regner
- Décors : Mario Krause
- Costumes : Svenja Gassen
- Format : Couleur - 1,85:1
- Sociétés de production : Kahuuna Films, Neuesuper, Starhaus Produktionen
- Pays de production :  Allemagne
- Langue de tournage : allemand
- Genre : Drame romantique, road movie
- Durée : 
  - Version courte : 120 minutes (2h)
  - Version intégrale : 145 minutes (2h25)

120 minutes
- Sortie : 
  -  Allemagne : 19 juillet 2018
  -  France : 24 juillet 2019

## Distribution
- Anton Spieker (de) : Jan
- Mala Emde : Jule
- Arndt Schwering-Sohnrey : l'agresseur
- Martin Neuhaus : le routier Manni
- Hannah Ley : la mère
- Jörg Bundschuh : le professeur
- Caroline Erikson : Lena
- Sophia Tschanett : Hannah
- Steven Lange : Alex
- Thomas Schmuckert : M. Kirchner